# Салаи, Ласло

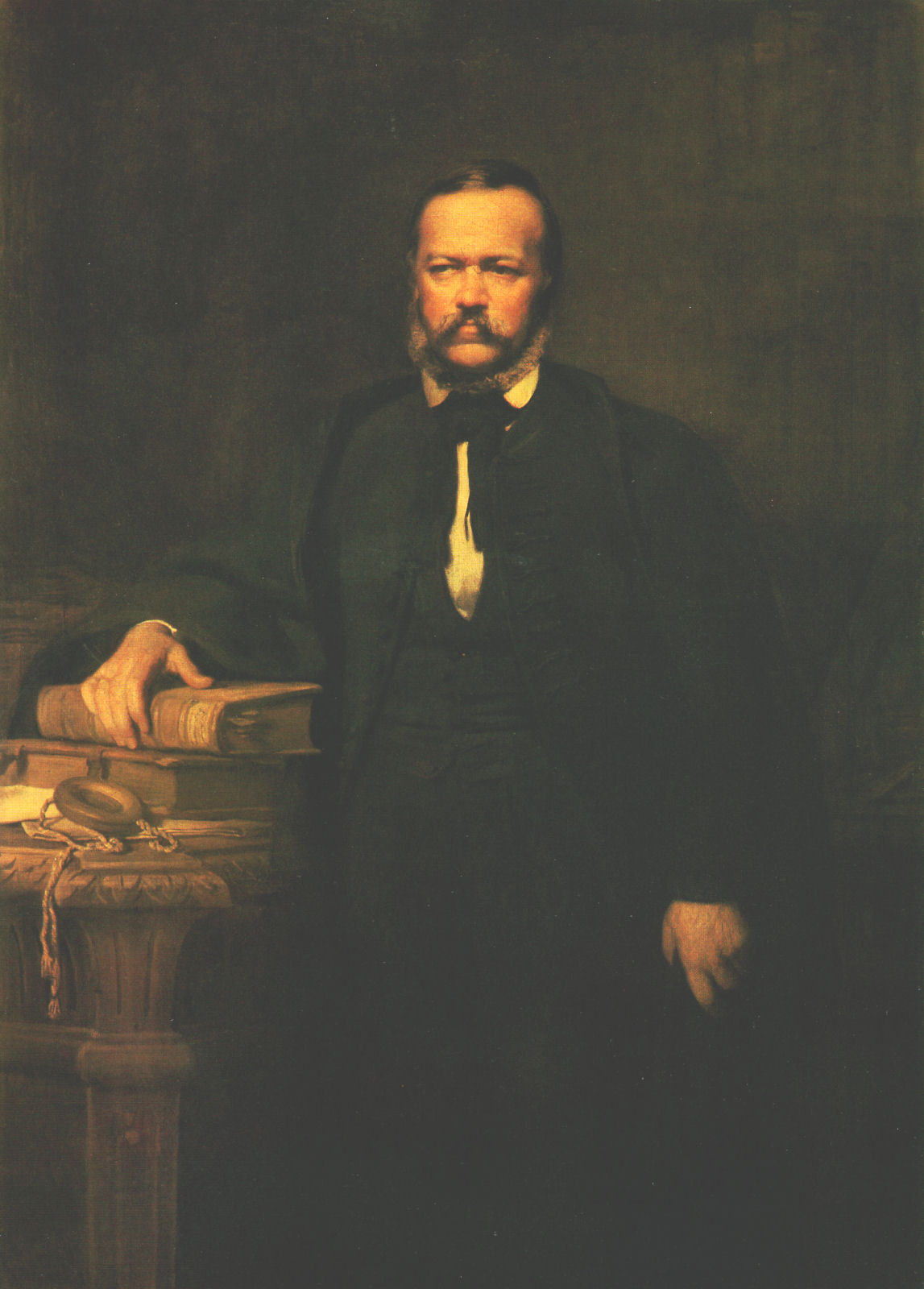
Портрет Л. Салая. 1864 работы худ. Б. Секея

Ласло (Ладислав) Са́лаи (венг. Szalay László; 18 апреля 1813, Буда — 17 июля 1864, Зальцбург) — венгерский государственный деятель, историк, юрист, журналист. Член Венгерской академии наук, член Генерального собрания Венгрии (1861).
Один из основоположников современной венгерской историографии.

## Биография
Ласло Салаи — сын секретаря имперского наместника в Венгрии Петера Салаи, крупного библиофила. До 1833 года обучался на гуманитарном и юридическом факультетах Пештского университета. Благодаря своему сочинению о наказаниях (нем. «Das Strafverfahren mit besonderer Rücksicht auf die Strafgerichte») был избран секретарем для выработки нового уголовного кодекса. С 1836 года — член-корреспондент Академии наук.
В 1843 году стал членом венгерского парламента, где примкнул к либеральной оппозиции.
В 1844—1845 годах Салаи был главным редактором «Пештского листка» (Pesti Hírlap). Со своим предшественником на этом посту Лайошем Кошутом у него всегда были натянутые отношения. Салаи — автор серии газетных статей, в которых он ратовал за административную централизацию Венгрии и реформу, нацеленную на сужение комитатского самоуправления (собраны вместе под заглавием «Publicistai dolgozatok» (Пешт, 1847).
Участник венгерской революции 1848—1849. В 1848 году Ласло Салаи, вместе с Денешем Пазманди (Pázmándy Dénes), представлял Венгрию в Немецком национальном парламенте во Франкфурте. В конце августа того же года немецкое имперское правительство официально приняло его, как посланника независимого венгерского правительства. Позже Салаи был направлен представителем правительства Венгрии в Париже и Лондоне, где он, однако, не был признан.
После подавления революции, он был вынужден искать убежища в Цюрих (Швейцария), где принял решение посвятить себя историческим наукам.
Написал программный труд «История Венгрии до 1706 года», опубликованный в Пеште в 1850—1860 гг. (нем. перевод 1866—1875). В 1868 году (через 4 года после смерти Салаи) русский историк Нил Попов опубликовал книгу «Мадьярский историк Владислав Салаи и история Венгрии от Арпада до Прагматической санкции» («Ж. М. Н. Пр.», 1868, № 1 — 6, и отд. издание). Данный труд представляет собой одновременно биографию венгерского государственного деятеля Ласло Салаи — и краткий обзор исторических судеб Венгрии вообще. Для русской историографии книга Попова явилась знаковым событием.
Л. Салаи также написал «Stàtusferfiak könyve» (Пешт, 1847—1851), биографии и характеристики известных юристов (в частности, Мирабо) и других наиболее видных политических деятелей Венгрии которые в значительной мере способствовали кодификации законов Венгрии.
Позже вернулся в Венгрию. В 1861 году был вновь избран депутатом.
Умер в Зальцбурге 17 июля 1864 года.

## Избранные труды
- «История Венгрии до 1706 года»,
- «Николай Эстергази, палатин Венгрии» (Пешт, 1862—66),
- «Венгерские исторические достопримечательности» (Пешт, 1858—65).
- A büntető eljárásról különös tekintettel az esküttszékekre (Pest, 1841)
- Státusférfiak és szónokok könyve (Pest, 1846, 1850, az MTA nagyjutalmát kapta 1847-ben)
- Diplomatische Aktenstücke zur Beleuchtung der ungarischen Gesandtschaft in Deutschland (Zürich, 1849)
- Adalékok a magyar nemzet történetéhez a XVI. században (Pest, 1859)
- I. Erdély és a porta, 1567—1578 (Pest, 1860)
- A horvát kérdéshez (Pest, 1861)
- Fiume a magyar országgyűlésen (Pest, 1861)
- II. Rákóczi Ferenc bujdosása (Pest, 1864)
- Galántai gr. Esterházy Miklós, Magyarország nádora, 1582—1626. (I—III., Pest, 1863—1870 névtelenül).

Биографию Л. Салая написал венгерский политический деятель и публицист Макс Фальк в книге «Der ungar. Historiker Ladislaus Szalay» (нем).